# Lluís Brines Selfa
Lluís Brines Selfa (Simat de la Valldigna, Valência, 20 de abril de 1930 - Valência, 2 de novembro de 2011) foi um músico valenciano.

## Biografia
Primeiro músico professional de Simat de la Valldigna. Começou por tocar trompa na banda da sua localidade quando era criança, e aos 16 anos foi para Madrid como voluntário no exército, ja que esta era a única possibilidade que tinha de fazer estudos de música, apesar da oposição paterna, devido aos escassos recursos económicos da sua família depois da Guerra Civil espanhola. Depois dumos cinco anos em Madrid, esteve outros tres em Valladolid, sempre ligado ao exército. Então saliu uma posição na Banda Municipal de Barcelona, e la ganhou por concurso. Em Barcelona acabou os seus estudos superiores de música no Conservatório Municipal de Música de Barcelona, e abandonou definitivamente o exército, voltando à vida civil. Teve também uma bolsa para estudar em Munich durante um ano em 1956. Cuano voltou de Munich, foi contratado pelo Grande Teatro do Liceu. Durante os anos 60 realizou uma atividade frenética, fazendo simultâneamente o trabalho na Banda Municipal de Barcelona co'o trabalho no Grande Teatro do Liceu. Além do mais, tomou parte noutras atividades musicais. Foi neste tempo que realizou a sua grande obra musical: a instrumentação para banda da obra Asturias de Isaac Albéniz (5º movimento da Suite espanhola (op. 57). Em 1973 deixou o Grande Teatro do Liceu para dedicarse só à Banda Municipal de Barcelona, onde se aposentou em 1986 por enfermidade. Em 1989 voltou à sua sempre querida tierra valenciana, para se estabelecer na cidade de Valência. Em 1995 compôs o pasodoble Simat, que se tem convertido numa espécie de hino oficial de Simat de la Valldigna. Antes ja tinham composto hinos dedicados ao pobo o famoso músico José Serrano Simeón (de Sueca) e Eleuterio Girau, natural de Simat. A obra composta por Lluís Brines tem sido, então, o hino dedicado ao pobo de Simat que mais succeso tem tido, como o demostram o tocar-se antes de fazer algum pregão ou comunicado municipal nas ruas do pobo, e também em acontecimentos importantes.